# جان دوريه
جان دوريه هو محامي وسياسي كندي، ولد في 12 ديسمبر 1944 في مونتريال في كندا، وتوفي بنفس المكان في 15 يونيو 2015 بسبب سرطان البنكرياس. نشط حزبياً في Montreal Citizens' Movement ‏. وقد انتخب عمدة مونتريال ‏ (9 نوفمبر 1986 – 6 نوفمبر 1994).